# Premio Casa de las Américas
El premio Casa de las Américas es otorgado anualmente por la Casa de las Américas de La Habana (Cuba) desde 1960. Llamado originalmente Concurso Literario Hispanoamericano (1960), pasó a ser Concurso Literario Latinoamericano en 1964, y finalmente, en 1965, adquirió su actual nombre.
Desde 1960 las principales categorías de premiación son poesía, cuento, novela, teatro y ensayo. Posteriormente se agregaron testimonio (1970), literatura para niños y jóvenes (1975), literatura caribeña de expresión inglesa (1975), literatura caribeña francófona (1979), literatura brasileña (1980) y literatura indígena (1994). No necesariamente se otorgan cada año los premios en todas las categorías, y algunas veces quedan desiertos.
Adicionalmente, desde el año 2000 se entregan tres galardones honoríficos:
- Premio de Narrativa José María Arguedas
- Premio de Poesía José Lezama Lima
- Premio de Ensayo Ezequiel Martínez Estrada

## Premiados a partir de 2000
Para galardonados anteriores, Véase Anexo:Ganadores del Premio Casa de las Américas 1960-1999

### 2000
- Miguel Ángel López Hernández: Encuentros en los senderos de Abya Yala (poesía,  Colombia)
- Daniel Chavarría: El rojo en la pluma del loro (novela,  Uruguay)
- Celina Manzoni: Un dilema cubano. Nacionalismo y vanguardia (ensayo,  Argentina)
- Ernest Pépin: La pantalla roja (literatura caribeña en francés y creole, noveleta,  Guadalupe)
- Raúl Hernández Novás: Amnios (Premio de Poesía José Lezama Lima,  Cuba)
- Sergio Ramírez: Margarita, está linda la mar (Premio de Narrativa José María Arguedas,  Nicaragua)
- Beatriz Sarlo: La máquina cultural. Maestras, traductores y vanguardistas (Premio de Ensayo Ezequiel Martínez Estrada,  Argentina)

### 2001
No concedido en poesía
- Leonardo Peña Calderón: Siempre es posible verlos al pasar (novela,  Colombia)
  - Rafael Acevedo Exquisito cadáver (Mención novela,  Puerto Rico)
  - Jorge Majfud La reina de América (Mención novela,  Uruguay)
- Dante Medina: Te ve, mi amor, T.V. (cuento,  México)
- Luis Fernando Ayerbe: Los Estados Unidos y la América Latina, la construcción de la hegemonía (ensayo,  Brasil)
- Walter Acosta: El escorpión y la comadreja (teatro,  Uruguay)
- Walter Galvani: La nave capitana. Pedro Álvarez Cabral: cómo y con quién comenzamos (literatura brasileña; biografía novelada,  Brasil)
  - Luiz Ruffato: Os sobreviventes (Mención literatura brasileña; cuento,  Brasil)

### 2002
- Luis Manuel Pérez Boitel: Aún nos pertenece el otoño (poesía,  Cuba)
- Rafael Pinedo: Plop (novela,  Argentina)
- Álvaro Salvador Jofre: El impuro amor de las ciudades (Notas acerca de la literatura modernista y el espacio urbano) (ensayo,  España)
- Carlos Marianidis: Nada detiene a las golondrinas (literatura para niños y jóvenes,  Argentina, novela)
- Oonya Kempadoo: Mar de fondo (literatura caribeña en inglés y creole,  Guyana, novela)
- José Watanabe: El guardián del hielo (Premio de Poesía José Lezama Lima,  Perú)
- Miguel Bonasso: Diario de un clandestino (Premio de Narrativa José María Arguedas,  Argentina)
- Julio García Espinosa: Un largo camino hacia la luz (Premio de Ensayo Ezequiel Martínez Estrada,  Cuba)

### 2003
No hubo concurso de poesía
- Paola Kaufmann: La hermana (novela,  Argentina)
- María del Carmen Barcia: La otra familia: parientes, redes y descendencia de los esclavos en Cuba (ensayo),  Cuba)
- José Alejandro Castaño Hoyos: La isla de Morgan (testimonio,  Colombia)
- Rodolfo Santana: Ángel perdido en la ciudad hostil (teatro,  Venezuela)
  - Nelson Rivera Sin título: piezas de teatro experimental para un grupo de actores (Mención teatro,  Puerto Rico)
  - Ignacio Apolo Un blanco en la memoria (Mención teatro,  Argentina)
  - César de María El último barco (Mención teatro,  Perú)
- João Almino: Las cinco estaciones del amor (literatura brasileña, novela,  Brasil)
- Juan Gelman: Pesar todo (Premio de Poesía José Lezama Lima,  Argentina)
- Antonio Skármeta: La chica del trombón (Premio de Narrativa José María Arguedas,  Chile)
- William Ospina: Los nuevos centros de la esfera (Premio de Ensayo Ezequiel Martínez Estrada;  Colombia)

### 2004
No hubo concurso de novela
- Luis Lorente: Esta tarde llegando la noche (poesía,  Cuba)
- Pablo Ramos (Pablo Hernán Petitto): Cuando lo peor haya pasado (cuento,  Argentina)
- José Murilo de Carvalho: Ciudadanía en Brasil. El largo camino (literatura brasileña, ensayo histórico-social,  Brasil) 
  - Júnia Ferreira Furtado: Chica da Silva e o contratador dos diamantes - O outro lado do mito (Mención literatura brasileña, testimonio,  Brasil)
- Georges Mauvois: Ovando (reúne tres piezas: Ovando o el mago de Santo Domingo, Jazz y ¡Qué lío!; literatura caribeña en francés y creole;  Martinica) 
  - Camille Montoussamy: Eclats d´Inde (Mención literatura caribeña en francés y creole, testimonio;  Martinica)
  - Claude Ribbe: L´Expedition (Mención literatura caribeña en francés y creole, novela,  Guadalupe)
- Carmiña Navia Velasco: Guerra y paz en Colombia, miradas de mujer (Premio Extraordinario de Ensayo sobre la Mujer,  Colombia)
- Juan Bañuelos: A paso de hierba. Poemas sobre Chiapas (Premio de Poesía José Lezama Lima,  México)
- Anacristina Rossi: Limón Blues (Premio de Narrativa José María Arguedas,  Costa Rica)
- Atilio Borón: Imperio e imperialismo. Lectura crítica de un libro de Michael Hardt y Antonio Negri (Premio de Ensayo Ezequiel Martínez Estrada;  Argentina)

### 2005
No hubo concurso de poesía
- Marilyn Bobes: Fiebre invernal (novela,  Cuba)
  - Claudio Ingratta: Ediciones amarillas del corazón (Mención Especial novela,  Argentina)
- Carlos A. Jáuregui: Canibalia. Canibalismo, calibanismo, antropofagia cultural y consumo en América Latina (ensayo artístico-literario,  Colombia)
- Víctor Winer: Postal de vuelo (teatro,  Argentina)
  - Kevin Nelson Valente: Superficies (Mención teatro,  Argentina)
- Teresa Cárdenas Angulo: Perro Viejo (literatura para niños y jóvenes, novela,  Cuba) 
  - Luis Caissés Sánchez: Cuentos de vieja y de viejitos (Primera Mención literatura para niños y jóvenes,  Cuba)
  - Félix Guerra Pulido: El invitado soy yo (Mención literatura para niños y jóvenes, poesía,  Cuba)
  - Ariel James Figarola: El color de la Yagruma (Mención literatura para niños y jóvenes, poesía,  Cuba)
- Alberto Mussa: O enigma de Qaf (literatura brasileña, novela,  Brasil)
  - Iacyr Anderson Freitas: Trinca dos traídos (Mención literatura brasileña,  Brasil)
- Idea Vilariño: En lo más implacable de la noche (Premio de Poesía José Lezama Lima,  Uruguay)
- Rubem Fonseca: Pequeñas criaturas (Premio de Narrativa José María Arguedas, cuento,  Brasil)
- Luis Britto García: Investigación de unos medios por encima de toda sospecha (Premio de Ensayo Ezequiel Martínez Estrada,  Venezuela)

### 2006
No hubo concurso de novela
- Arturo Corcuera: A bordo del arca (poesía,  Perú)
  - Clemente Riedemann: La coronación de Enrique Brouwer (Mención poesía,  Chile)
- Ángel Santiesteban Prats: Dichosos los que lloran (cuento,  Cuba)
  - Rodrigo Parra Sandoval: Museo de lo inútil (Mención cuento,  Colombia)
  - Ana Quiroga: Breve postergación y otros cuentos (Mención cuento,  Argentina)
- Abel Sierra Madero: Del otro lado del espejo. La sexualidad en la construcción de la nación Cubana (ensayo histórico-social,  Cuba)
  - Araceli Tinajero: La lectura en las tabaquerías. Historia de una tradición cubana (Mención ensayo histórico-social,  Cuba)
- Ricardo Rezende Figueira: Pisando fora da própria sombra. A escravidão por dívida no Brasil contemporâneo /Pisando fuera de su propia sombra/ (literatura brasileña, ensayo histórica-social,  Brasil)
  - Marlini Fantini: Guimarães Rosa. Fronteiras, Margens, Passagens (Mención literatura brasileña,  Brasil)
    - Flávio dos Santos Gomes: A Hidra e os Pântanos. Mocambos, Quilombos e Comunidades de Fugitivos no Brasil (Séculos XVII-XIX) (Mención literatura brasileña,  Brasil)
- Mark McWatt: Suspended Sentences /Sentencias condicionales/ (literatura caribeña en inglés o creole,  Guyana)
  - Olive Senior: Over the Roofs of the World (Mención literatura caribeña en inglés o creole,  Jamaica)
- Raúl Zurita: INRI (Premio de Poesía José Lezama Lima,  Chile)
- Marcio Veloz Maggiolo: La mosca soldado (Premio de Narrativa José María Arguedas,  República Dominicana)
- Boaventura de Sousa Santos: La universidad en el siglo XXI. Para una reforma democrática y emancipadora de la universidad (Premio de Ensayo Ezequiel Martínez Estrada,  Portugal)

### 2007
No hubo concurso de poesía
- Susana Silvestre: Mil y una (novela,  Argentina)
  - Ricardo Moura: Que el muerto venga en persona (Mención novela,  Argentina)
  - Fernando Jerez: Última esperanza (Mención novela,  Chile)
  - Lourdes González Herrero: El Amanuense (Mención novela,  Cuba)
- Alberto Abreu Arcia: Los juegos de la escritura o la (re)escritura de la Historia (ensayo de tema artístico-literario,  Cuba)
  - Oscar Rivera-Rodas: El cosmopolitismo en las letras hispanoamericanas (Mención ensayo de tema artístico-literario,  Bolivia)
  - Julieta Leo Almaguer: Las sagradas letras de Paradiso. Un estudio sobre el hermetismo de José Lezama Lima (Mención ensayo de tema artístico-literario,  México)
- Rafael Spregelburd: Heptalogía de Hieronymus Bosch: 6. La paranoia (teatro,  Argentina)
- Edda Fabbri: Oblivion (testimonio,  Uruguay)
- Ana Maria Gonçalves: Um defeito de cor (literatura brasileña, novela,  Brasil)
- Juan Manuel Roca: Cantar de lejanía. Antología personal (Premio de Poesía José Lezama Lima,  Colombia)
- Abelardo Castillo: El espejo que tiembla (Premio de Narrativa José María Arguedas,  Argentina)
- María Lourdes Cortés: La pantalla rota. Cien años de cine en Centroamérica (Premio de Ensayo Ezequiel Martínez Estrada;  Costa Rica)

### 2008
No hubo concurso de novela
- Laura Yasán: La llave Marilyn (poesía,  Argentina) 
  - Nelson Simón: In vitro (Primera mención poesía,  Cuba)
  - Cristian Avecillas: Todos los cadáveres soy yo (Mención poesía,  Ecuador)
  - Juan Cameron: Textos de la barbarie (Mención poesía,  Chile)
  - Alexis Díaz Pimienta: Traficantes de oxígeno (Mención poesía,  Cuba)
  - Elena Cabrejas: Exilio en Buenos Aires (Mención poesía,  Argentina)
- Samanta Schweblin: La furia de las pestes (cuento,  Argentina)
- Hugo Niño: El etnotexto: las voces del asombro (ensayo de tema histórico-social,  Colombia)
- Juan A. Hernández: Hacia una historia de lo imposible. La revolución haitiana y el “libro de pinturas” de José Antonio Aponte (Mención especial ensayo de tema histórico-social,  Venezuela)
- Maria Candida Ferreira de Almeida: Leyendo en colores. Lecturas racializadas de literatura hispanoamericana (Mención ensayo de tema histórico-social,  Brasil)
- Beatriz Carolina Peña Núñez: Imágenes del Nuevo Mundo en la Relación de Viaje (1599 – 1605) de Fray Diego de Ocaña (Mención ensayo de tema histórico-social,  Venezuela)
- Carlos Walter Porto-Gonçalves: A globalização da natureza e a natureza da globalização (literatura brasileña,  Brasil) 
  - José Castello: A literatura na poltrona. Jornalismo literário en tempos instáveis (Mención literatura brasileña,  Brasil)
  - Wanderley Guilherme dos Santos: O ex-leviatã brasileiro. Do voto disperso ao clientelismo concentrado (Mención literatura brasileña,  Brasil)
- Louis-Philippe Dalembert: Les dieux voyagent la nuit (literatura caribeña en inglés o creole; novela,  Haití)
  - Jean-Claude Fignolé: Une heure pour l’eternité (Mención de honor literatura caribeña en inglés o creole; novela,  Haití)
  - Emmelie Prophète: Le testament des solitudes (Mención literatura caribeña en inglés o creole; relatos,  Haití)
  - Max Jeanne: ''Brisants (Mención de honor literatura caribeña en inglés o creole; novela,  Guadalupe)
  - Joël des Rosiers: Caïques (Mención de honor literatura caribeña en inglés o creole; poemas,  Haití)
- Óscar Hahn: En un abrir y cerrar de ojos (Premio de Poesía José Lezama Lima,  Chile)
- David Toscana: El ejército iluminado (Premio de Narrativa José María Arguedas,  México)
- Héctor Díaz Polanco: Elogio de la diversidad. Globalización, multiculturalismo y etnofagia (Premio de Ensayo Ezequiel Martínez Estrada,  República Dominicana)

### 2009
No hubo concurso de poesía
- Claudio Ferrufino-Coqueugniot: El exilio voluntario (novela,  Bolivia)
  - Enrique Ferrari: Lo que no fue (Mención novela,  Argentina)
  - Fernanda García Curten: La reemplazante (Mención novela,  Argentina)
- Eduardo Rosenzvaig: Mañana es lejos (memorias verdes de los años rabiosos) (testimonio,  Argentina)
  - Patricia Miriam Borensztejn: Hay que saberse alguna poesía de memoria. Testimonios de una mujer argentina (Mención testimono,  Argentina)
- Yoli Fidanza: La prometida del señor de la montaña o La doncella del Huillallaco (literatura para niños y jóvenes,  Argentina)
  - Ricardo Chávez Castañeda: El laberinto de las pesadillas (Primera Mención literatura para niños y jóvenes,  México)
  - Carla Dulfano: Sala de profesores (Mención literatura para niños y jóvenes,  Argentina)
  - Rodolfo Dada: El mar de la selva (Mención literatura para niños y jóvenes,  Costa Rica)
- Lêdo Ivo: Réquiem (literatura brasileña,  Brasil)
  - Maria Esther Maciel: O livro dos nomes (Mención literatura brasileña; novela,  Brasil)
  - Menalton Braff: A muralha de Adriano (Mención literatura brasileña; novela,  Brasil)
- Juan Flores: Bugalú y otros guisos: ensayos sobre culturas latinas en Estados Unidos (Premio Extraordinario de Estudios sobre los Latinos en los Estados Unidos,  Estados Unidos)
- Carlos Germán Belli: El alternado paso de los hados (Premio de Poesía José Lezama Lima,  Perú)
- Roberto Burgos Cantor: La ceiba de la memoria (Premio de Narrativa José María Arguedas,  Colombia)
- Grínor Rojo: Globalización e identidades nacionales y postnacionales… ¿de qué estamos hablando? (Premio de Ensayo Ezequiel Martínez Estrada;  Chile)

### 2010
No hubo concurso de novela
- Bruno Di Benedetto: Crónicas de muertes dudosas (poesía,  Argentina)
  - Guillermo Rivera: Las nuevas epopeyas (Mención poesía,  Chile)
  - Javier Alvarado: Carta natal al país de los locos (Poeta en Escocia) (Mención poesía,  Panamá)
  - Manuel García Verdecia: Antífona de las islas (Sinfonía poemática) (Mención poesía,  Cuba)
- Jorgelina Cerritos: Al otro lado del mar (teatro, El Salvador,  El Salvador)[1]
  - Sergio Blanco: Barbarie (Mención teatro,  Uruguay)
  - Cheddy Mendizábal Álvarez: Las dos caras de la moneda (Mención teatro,  Cuba)
- Jennifer Rahim: Approaching Sabbaths (literatura caribeña en inglés o creole; poesía, Trinidad y Tobago,  Trinidad y Tobago)
  - Opal Palmer Adisa: I name me name (Mención honorífica en literatura caribeña en inglés o creole,  Jamaica)
- Nélida Piñón: Aprendiz de Homero (literatura brasileña,  Brasil)
  - Luiz Cláudio Cunha: Operação Condor. O Seqüestro dos Uruguaios (Mención literatura brasileña,  Brasil)
  - Leandro Konder: Memórias de un intelectual comunista (Mención literatura brasileña,  Brasil)
  - María Isabel Brunacci: Graciliano Ramos: um escritor personagem (Mención literatura brasileña,  Brasil)
- Sergio Guerra Vilaboy: Jugar con fuego. Guerra social y utopía en la independencia de América Latina (Premio Extraordinario Bicentenario de la Emancipación Hispanoamericana,  Cuba)
- Manuel Orestes Nieto: El cristal entre la luz  (Premio de Poesía José Lezama Lima,  Panamá)
- Francisco Proaño Arandi: Tratado del amor clandestino (Premio de Narrativa José María Arguedas,  Ecuador)
- Adriana Rodríguez Pérsico: Relatos de época: una cartografía de América Latina (1880-1920) (Premio de Ensayo Ezequiel Martínez Estrada;  Argentina)

### 2011
No hubo concurso de poesía
- Gabriel Santander Botello: La venganza de las chachas (novela,  México)
  - Rodrigo Parra Sandoval: Faraón Angola (Mención novela,  Colombia)
  - Geovannys Manso Sendán: Los hijos soñolientos del abismo (Mención novela,  Cuba)
- Emerio Medina: La bota sobre el toro muerto (cuento,  Cuba)
  - Virginia G. Gallardo: El porvenir (Mención cuento,  Argentina)
  - Norberto Mauricio Espinosa: Pequeños milagros (Mención cuento,  Argentina)
- Patricia Suárez: Brindar con extraños (Mención cuento,  Argentina)
- Carlos E. Bishoff: Su paso (testimonio,  Argentina)
- Nelson de Oliveira: Poeira: demonios e maldições (literatura brasileña,  Brasil)
  - Mariana Ianelli: Treva alborada (Mención literatura brasileña,  Brasil)
  - Orlando Senna: Os lençóis e os sonhos (Mención literatura brasileña,  Brasil)
- Ensayo artístico-literario: el jurado declaró desierto el premio y otorgó 4 menciones:
  - Luis Álvarez Álvarez y Ana María González Maffud: De José Lezama Lima a Severo Sarduy (Lenguaje y neobarroco en Cuba) ( Cuba)
  - Leandro Estupiñán Zaldívar: Lunes de Revolución: compromiso y libertad ( Cuba)
  - Cecilia López Badano: Inmersiones en el maëlstrom socio-estético de Roberto Bolaño. Representaciones literarias de la contemporánea latinoamericanidad diaspórica ( Argentina)
  - Elsa Noya: Canibalizar la biblioteca. Debates del campo literario y cultural puertorriqueño (1990-2005) ( Argentina)
- Kamau Brathwaite: Los danzantes del tiempo. Antología poética (Premio de Poesía José Lezama Lima,  Barbados)
- Eduardo Galeano: Espejos. Una historia casi universal (Premio de Narrativa José María Arguedas,  Uruguay)
- Ana Pizarro: Amazonía. El río tiene voces (Premio de Ensayo Ezequiel Martínez Estrada,  Chile)

### 2012
No hubo concurso ni de novela ni de poesía
- Ignacio Apolo y Laura Gutman: El tao del sexo (teatro,  Argentina)
  - Ximena Carrera: Medusa (Mención Especial, teatro,  Chile)
  - Mariela Finkelstein: No te mueras (Mención teatro,  Argentina)
- Liza Josefina Porcelli Piussi: Mi hermano llegó de otro planeta un día de mucho viento (literatura para niños y jóvenes,  Argentina)
  - Carlos Marianidis: Prohibido soñar (Mención literatura para niños y jóvenes,  Argentina)
  - Elena Beatriz Corujo Morales: Pargos azules (Mención literatura para niños y jóvenes,  Cuba)
- Gary Víctor: Le sang et la mer (novela; literatura caribeña en francés o creol,  Haití)
  - Gisèle Pineau: Morne Câpresse (Mención literatura caribeña en francés o creol,  Guadalupe)
- João José Reis, Flávio dos Santos Gomes y Marcos J. M. de Carvalho: O alufá Rufino. Tráfico, escravidão e liberdade no Atlântico negro (1822-1853) (literatura brasileña,  Brasil)
  - Luís Bernardo Pericás: Os cangaceiros (Mención literatura brasileña,  Brasil)
  - Heloisa Pontes: Intérpretes da metrópole. História social e relações de gênero no teatro e no campo intelectual, 1940-1968 (Mención literatura brasileña,  Brasil)
- Cristina Beltrán:The Trouble With Unity: Latino Politics and the Creation of Identity (estudios sobre latinos en los Estados Unidos,  Estados Unidos)
  - Lorrin Thomas: Puerto Rican Citizen: History and Political Identity in Twentieth Century New York (Mención estudios sobre latinos en los Estados Unidos,  Estados Unidos)
- Zuleica Romay: Elogio de la altea o las paradojas de la racialidad (Premio Extraordinario de estudios sobre la presencia negra en la América y el Caribe contemporáneos,  Cuba)
  - Inés María Martiatu-Terry: ¿Y las negras qué? Pensando el afrofeminismo en Cuba (Mención Premio Extraordinario de estudios sobre la presencia negra en la América y el Caribe contemporáneos,  Cuba)
- Humberto Vinueza: Obra cierta. Antología poética (Premio de Poesía José Lezama Lima,  Ecuador)
- Ricardo Piglia: Blanco nocturno (Premio de Narrativa José María Arguedas,  Argentina)
- Raúl Bueno: Promesa y descontento de la modernidad. Estudios literarios y culturales en América Latina, (Premio de Ensayo Ezequiel Martínez Estrada,  Perú)

### 2013
El premio de novela fue declarado desierto
- Gabriel Cortiñas: Pujato (poesía,  Argentina)
  - Leonel Alvarado: Retratos mal hablados (Mención poesía,  Honduras)
  - Cristian Avecillas: Los tiempos de la humanidad (Mención poesía,  Ecuador)
- Jesús Arboleya Cervera: Cuba y los cubanoamericanos. Un análisis de la emigración cubana (ensayo histórico-social,  Cuba)
  - Viviana Bravo Vargas: Piedras, barricadas y cacerolas: sonido y fuerza de la resistencia en Chile. Las Jornadas Nacionales de Protesta 1983-1987 (Mención ensayo histórico-social,  Chile)
  - Carlos Alzugaray Treto:  Diplomacia imperial y revolución. Estados Unidos ante la Revolución Cubana 1959-1960: del reconocimiento reticente a la ruptura ominosa (Mención ensayo histórico-social,  Cuba)
  - Enrique Cirules: Hemingway, ese desconocido (Mención ensayo histórico-social,  Cuba)
- Nicolás Doljanin: La sombra del tío (testimonio,  Argentina)
  - Nicolas Goszi: El honor de la cuadra (Primera mención literatura testimonial,  Argentina)
  - Sócrates Zuzunaga Huaita: Como una espada en el aire (Segunda mención literatura testimonial,  Perú)
  - Urbano Martínez Carmenate: Carpentier, la otra novela (Tercera mención literatura testimonial,  Cuba)
- Luiz Ruffato: Domingos Sem Deus (literatura brasileña,  Brasil)
  - Rodrigo de Souza Leão: Carbono Pautado, Memória de um Auxiliar de Escritório (Mención especial literatura brasileña,  Brasil)
  - Evandro Affonso Ferreira: O Mendigo que Sabia de Cor os Adágios de Erasmo de Rotterdam (Mención literatura brasileña,  Brasil)
- Lucía Guerra: La ciudad ajena: Subjetividades de origen mapuche en el espacio urbano (Premio Extraordinario de estudios sobre las culturas originarias de América,  Chile)
  - Luz María Lepe Lira: Relatos de la diferencia y literatura indígena. Travesías por el sistema mundo (Mención honorífica Premio Extraordinario de estudios sobre las culturas originarias de América,  México)
  - Ricardo Cavalcanti-Schiel: De la reluctancia salvaje del pensamiento. Memoria social en Los Andes meridionales (Mención honorífica Premio Extraordinario de estudios sobre las culturas originarias de América,  Brasil)
- Rafael Courtoisie: Tiranos temblad (Premio de Poesía José Lezama Lima,  Uruguay)
- Chico Buarque: Leche derramada (Premio de Narrativa José María Arguedas,  Brasil)
- Víctor Barrera Enderle: Lectores insurgentes. La formación de la crítica literaria hispanoamericana (1810-1870) (Premio de Ensayo Ezequiel Martínez Estrada;  México)

### 2014[3]
- Margarita García Robayo: Cosas peores (cuento,  Colombia)
- Alejandro Román Bahena: Blanco con sangre negra (teatro,  México)
  - Abel González Melo: Sistema (Mención teatro,  Cuba)
- Carlos Orlando Fino Gómez: José Lezama Lima: estética e historiografía del arte en su obra crítica (ensayo artístico-literario,  Colombia)
  - María Antonia Borroto Trujillo: Julián del Casal: modernidad y periodismo (Mención ensayo artístico-literario,  Cuba)
  - Marina Porcelli:  Hombres en el desierto. Otredad en América Latina. (Auto) biografías, cartas y diarios. Diálogo con la narrativa actual (Mención ensayo artístico-literario,  Argentina)
- Mário Magalhães: Marighella: o guerrilheiro que incendiou o mundo (literatura brasileña),  Brasil)
- David Austin: Fear of a Black Nation - Race, Sex, and Security in Sixties Montreal (Literatura caribeña en inglés o creol,  Jamaica)
  - Montague Kobbé: The Night of the Rambler (Mención literatura caribeña en inglés o creol,  Anguila)
  - Lawrence Scott: Light Falling on Bamboo (Mención literatura caribeña en inglés o creol,  Trinidad y Tobago)
- Mariana Libertad Suárez: La loca inconfirmable. Apropiaciones feministas de Manuela Sáenz (1944-1963) (Premio de estudios sobre la mujer,  Venezuela)
  - Alejandra Castillo: El desorden de la democracia. Partidos políticos de mujeres en Chile (Mención Premio de estudios sobre la mujer,  Chile)
  - Guisela López: Escritoras latinoamericanas: aportes al discurso de la transgresión (Mención Premio de estudios sobre la mujer,  Guatemala)
- Piedad Bonnett: Explicaciones no pedidas (Premio de Poesía José Lezama Lima,  Colombia)
- Juan Villoro: Arrecife (Premio de Narrativa José María Arguedas,  México)
- Luiz Bernardo Pericás: Che Guevara y el debate económico en Cuba (Premio de Ensayo Ezequiel Martínez Estrada;  Brasil)

### 2015
- Adelaida Fernández Ochoa: La hoguera lame mi piel con cariño de perro (novela,  Colombia)
  - Débora Mundani: El río (mención novela,  Argentina)
  - Juan Mattio: Tres veces luz (mención novela,  Argentina)
- Nelson Romero Guzmán: Bajo el brillo de la luna (poesía,  Colombia)
  - Alejandro Castro: La estación (mención poesía,  Argentina)
  - María Malusardi: El sastre (mención poesía,  Argentina)
- José M. Ferrán Oliva: Cuba año 2025 (ensayo de tema histórico-social,  Cuba)
  - Guillermo Rodríguez Rivera: El problema racial en Cuba (los primeros libros de Nicolás Guillén) (mención ensayo de tema histórico-social,  Cuba)
- Bernardo Ajzenberg: Minha vida sem banho (literatura brasileña,  Brasil)
  - Rogério Pereira: Na oscuridão, amanhã (mención especial novela,  Brasil)
  - Amálio Pinheiro: Tempo solto (mención poesía,  Brasil)
  - Beatriz Bracher: Garimpo (mención cuento,  Brasil)
- José Acosta: Un kilómetro de mar (literatura latina en los Estados Unidos,  República Dominicana)
  - Daisy Hernández: A Cup of Water Under My Bed (mención honrosa,  Estados Unidos)
- Mildre Hernández: El niño congelado (literatura para niños y jóvenes,  Cuba)
  - Maricel Palomeque: Cuando llega el dragón (mención literatura para niños y jóvenes,  Argentina)
  - Christian Nelson Medina Negrín: Ojo de agua (mención literatura para niños y jóvenes,  Cuba)
- Tamara Kamenszain: La novela de la poesía (Premio de Poesía José Lezama Lima,  Argentina)
- Mario Bellatin: El libro uruguayo de los muertos (Premio de narrativa José María Arguedas,  México)
- Claudia Zapata Silva: Intelectuales indígenas en Ecuador, Bolivia y Chile. Diferencia, colonialismo y anticolonialismo (Premio de ensayo Ezequiel Martínez Estrada,  Chile)

### 2016
No hubo concurso de novela
- Legna Rodríguez Iglesias: Si esto es una tragedia yo soy una bicicleta (teatro,  Cuba)
  - Laura Liz Gil Echenique: Subasta (Boceto No. 1 de la serie Diáspora) (mención teatro,  Cuba)
  - Rogelio Orizondo: Yellow, Dream Rd (mención teatro,  Cuba)
  - Mariano Saba: Odisea doble par (Farsa del Imperio) (mención teatro,  Argentina)
- Ariel Urquiza: Ni una sola voz en el cielo (cuento,  Argentina)
- Diego Falconí Trávez: De las cenizas al texto. Literaturas andinas de las disidencias sexuales en el siglo XX (ensayo de tema artístico-literario,  Ecuador)
  - Mailyn Machado: A flote. Dos décadas de arte en Cuba (mención ensayo de tema artístico-literario,  Cuba)
  - Joaquín Borges Triana: Corazones errantes: ¿Dónde está mi mundo? (mención ensayo de tema artístico-literario,  Cuba)
- Miguel Rocha Vivas: Mingas de la palabra. Textualidades oralitegráficas y visiones de cabeza en las oralituras y literaturas indígenas contemporáneas (estudios sobre las culturas originarias de América,  Colombia)
- Cristian Santos: Devotos e Devassos. Representação dos padres e beatas na literatura anticlerical brasileira (literatura brasilena,  Brasil)
- Raphaël Confiant: Le Bataillon créole (Guerre de 1914-1918) (literatura caribeña en francés o creol,  Martinica)
  - Ernest Pepin: Guadeloupe ouvre ses ailes froisseés (mención literatura caribeña en francés o creol,  Guadalupe)
- Eduardo Langagne: Verdad posible (Premio de Poesía José Lezama Lima,  México)
- Fernando Butazzoni: Las cenizas del cóndor (Premio de Narrativa José María Arguedas,  Uruguay)
- Víctor Goldgel: Cuando lo nuevo conquistó América. Prensa, moda y literatura en el siglo XIX (Premio de Ensayo Ezequiel Martínez Estrada,  Argentina)

### 2017
- Ernesto Carrión: Incendiamos las yeguas en la madrugada (novela,  Ecuador)
  - Karina Puerta: La pérdida (mención novela,  Argentina)
- Reynaldo García Blanco: Esto es un disco de vinilo donde hay canciones rusas para escuchar en inglés y viceversa (poesía,  Cuba)
  - Fredy Yezzed: Carta de las mujeres de este país (mención poesía,  Colombia)
- Pedro Agudelo Rendón: América pintoresca y otros relatos ecfrásticos de América Latina (ensayo de tema histórico social,  Colombia)
  - Baloy Mayo: Los movimientos sociales y la izquierda en México, 150 años de lucha (mención ensayo de tema histórico social,  México)
- Liliana Villanueva: Lloverá siempre (literatura testimonial,  Argentina)
  - Yoe Suárez: Charlas en el mosaico (mención literatura testimonial,  Cuba)
- Maria Valeria Rezende: Outros cantos (literatura brasilena,  Brasil)
  - Armando Freitas Filho: Rol (mención literatura brasilena,  Brasil)
- Emilio Jorge Rodríguez: Una suave, tierna línea de montañas azules (Premio de estudios sobre la presencia negra en la América y el Caribe contamporáneos,  Cuba)
- Raúl Vallejo: Mística del tabernario (Premio de Poesía José Lezama Lima,  Ecuador)
- Pablo Montoya: Tríptico de la infamia (Premio de Narrativa José María Arguedas,  Colombia)
- Aníbal Quijano: Cuestiones y horizontes: de la dependencia histórico estructural a la colonialidad/descolonialidad del poder (Premio de Ensayo Ezequiel Martínez Estrada,  Perú)
- Yolanda Pantin: Lo que hace el tiempo (Premio de poesía americana,   Venezuela)

### 2018[4]
No hubo concurso de novela ni de poesía
- Rafael de Águila: Todas las patas en el aire (cuento,  Cuba)
  - Jimena Néspolo: Las cuatro patas del amor (mención cuento,  Argentina)
  - Héctor Prahim: El pabellón de los animales domésticos (mención cuento,  Argentina)
- Fernando José Crespi: Paraje Luna (teatro,  Argentina)
- Ana Forcinito: Óyeme con los ojos: Cine, mujeres, visiones y voces (ensayo de tema artístico-literario,  Argentina)
  - Beatriz Carolina Peña Núñez: Los incas alzados de Vilcabamba en la primera Historia (1590) de Martín de Murúa (mención ensayo de tema artístico-literario,  Venezuela)
- Carlos Cortez Minchillo: Erico Veríssimo, escritor do mundo (literatura brasileña,  Brasil)
  - Iacy Maia Mata: Conspirações da raça de cor: escravidão, liberdade e tensões raciais em Santiago de Cuba (1864-1881) (mención literatura brasileña,  Brasil)
- Anthony Kellman: Tracing JaJa (literatura caribeña en inglés o creol,  Barbados)
  - Sharon Milagro Marshall: Tell My Mother I Gone to Cuba (mención literatura caribeña en inglés o creol,  Barbados)
  - Philip Nanton: Canouan Suite & Other Pieces (mención literatura caribeña en inglés o creol,  San Vicente y las Granadinas)
- Yanetsy Pino Reina: Hilando y deshilando la resistencia (pactos no catastróficos entre identidad femenina y poesía) (Premio de estudios sobre la mujer,  Cuba)
- José Antonio Mazzotti: El zorro y la luna, poemas reunidos (1981-2016) (Premio de Poesía José Lezama Lima,  Perú)
- Milton Fornaro: La madriguera (Premio de Narrativa José María Arguedas,  Uruguay)
- Saúl Sosnowski: Cartografía de las letras hispanoamericanas: tejidos de la memoria (Premio de Ensayo Ezequiel Martínez Estrada,  Argentina)

### 2019[5]
No hubo concurso de cuento ni de teatro
- Eduardo F. Varela: La ruta (novela,  Argentina)
  - Roberto Montaña: La noche en la que nos encontró El Pasado (mención novela,  Uruguay)
  - Juan Pablo Morales: La vida cosida (mención novela,  Argentina)
- Juan José Rodinás: Yaraví para cantar bajo los cielos del norte (biografía no autorizada de un Banksy sudamericano) (poesía,  Ecuador)
- Reinaldo Funes Monzote: Nuestro viaje a la luna. La idea de la transformación de la naturaleza en Cuba durante la Guerra Fría (ensayo histórico social,  Cuba)
- Alexis Díaz Pimienta: Piel de noche (literatura para niños y jóvenes,  Cuba)
  - Martín Doria: Melisa entre las hojas (mención literatura para niños y jóvenes,  Colombia)
  - Joaquín Casasola: En los zapatos de Elvis (mención literatura para niños y jóvenes,  México)
- Deborah Dornellas: Por cima do mar, novela (literatura brasileña,  Brasil)
  - Adriana Lisboa: Pequena música, poesía (mención literatura brasileña,  Brasil)
  - Sandra Godinho: Orelha lavada, infancia roubada, cuento (mención literatura brasileña,  Brasil)
- María Josefina Saldaña-Portillo: Indian Given. Racial Geographies across México and the United States (estudios sobre latinos en Estados Unidos,  Estados Unidos)
  - Lisandro Pérez: Sugar, Cigars and Revolution: The Making of Cuban New York (mención estudios sobre latinos en Estados Unidos,  Cuba Estados Unidos)
  - Chris Zepeda-Millán: Latino Mass Mobilization. Inmigration, Racialization and Activism (mención estudios sobre latinos en Estados Unidos,  Estados Unidos)
- José María Memet: Meli Witran Mapu. Tierra de los cuatro lugares (Premio de Poesía José Lezama Lima,  Chile)
- Juan Cárdenas: El diablo de las provincias (Premio de Narrativa José María Arguedas,  Colombia)
- Ángel G. Quintero-Rivera: ¡Saoco salsero! o el swing del Sonero Mayor. Sociología urbana de la memoria del ritmo (Premio de Ensayo Ezequiel Martínez Estrada,  Puerto Rico)

### 2020[6]
No hubo concurso de novela ni poesía
- José Manuel Ríos Guerra: La literatura es cosa seria (cuento,  México)
- Abel González Melo: Bayamesa. Réquiem por María Luisa Milanés (teatro,  Cuba)
- Áurea María Sotomayor Miletti: Apalabrarse en la desposesión (ensayo,  Puerto Rico)
- Jorge Alejandro Boccanera: Ojos de la palabra, (Premio de poesía José Lezama Lima,  Argentina)
- Diamela Eltit: Sumar, (Premio de narrativa José María Arguedas ,  Chile)
- Silviano Santiago: Una literatura en los trópicos. Ensayos escogidos, (Premio de ensayo Ezequiel Martínez Estrada,  Brasil)

### 2021
El certamen fue cancelado debido a la pandemia de COVID-19.

### 2022[8]
No hubo concurso de cuento ni de teatro
- Javier Núñez: Hija de nadie (novela,  Argentina)
- Luis Llorente: Excepcional belleza del verano (poesía,  Cuba)
  - Carolina Fernández: Bordando quilkas (mención poesía,  Perú)
  - Benjamín Chávez: Para alguna vez cuando oscurece (mención poesía,  Bolivia)
- José Antonio Piqueras Arenas: Moneda y malestar social en Cuba (1790-1902) (ensayo histórico social,  España)

### 2023[9]
No hubo concurso de novela, teatro ni literatura para jóvenes.
- Luis Felipe Nuñez Mestre: Todos somos islas (Cuento,  Colombia)
  - Esmeralda Torres:[10] La noche de la casa (mención cuento,  Venezuela)
  - Emerio Medina Peña: Welcome, señor Kerry (mención cuento,  Cuba)
- Eduardo Ernesto Viloria Daboín: Después del incendio (literatura testimonial,  Venezuela)
  - Juan Carlos Campos Sagaseta de Ilurdoz: Peripecias procelosas y variopintas de un corrector y columnista vasco en la prensa dominicana (mención literatura testimonial,  República Dominicana)
- Cyro de Mattos: Infância com bicho e pesadelos (e outras histórias) (literatura brasileña,  Brasil)
  - Gustavo Castanheira: Mesmo sem saber pra onde, de JR Bellé y Máquina rubro-negra (mención literatura brasileña,  Brasil)
- Roberto Rafael Almanza Hernández: La orilla de Caliban: el rastro de la filosofía afrocaribe en el siglo XX (estudios sobre la presencia negra en la América y el Caribe contemporáneos,  Colombia)
  - María Elena Oliva Oliva: Escribir la afrodescendencia. Debates y trayectorias de la intelectualidad afro en el siglo XX latinoamericano (mención estudios sobre la presencia negra en la América y el Caribe contemporáneos,  Chile)
- Gustavo Pereira: Diario de las revelaciones (Premio de poesía José Lezama Lima,  Venezuela)

### 2024[11]
No hubo concurso de cuento ni de poesía. 
- Guillermo Adrián Paniaga: Buenos Aires, fin de otoño (novela,   Argentina)
  - Nieves Cárdenas López: Las noches de Cantalao (mención novela, ( Cuba)
  - José Llambías: Ninjas de piñata (mención novela,  Argentina)
- Marina Jurberg: La piel de la tierra (teatro,  Argentina)
  - Ulises Rodríguez Febles:  Danzón (mención teatro,  Cuba)
  - Marcelo Romero Hernández:  Hilados y tejidos (mención teatro,  México)
- Mario Carrasco Teja:  El latido de los días (literatura para niños y jóvenes,  México)
  - María Victoria Ramos: ¡Aquí dentro de la manzana! (mención literatura para niños y jóvenes,  Argentina)
  - Jorge Accame y Julio Accame: El niño del faro (mención literatura para niños y jóvenes,  Argentina)
- Betina Sancra Campuzano: Hace tiempo que caminas. El testimonio andino de la violencia política en el Perú (ensayo de tema artístico-literario,  Argentina)
  - Vanina María Teglia:  Utopías coloniales. Polémicas de los cronistas Las Casas y Fernández de Oviedo por el Nuevo Mundo (mención ensayo artístico-literario,  Argentina)
  - Marta Pascua Canelo: No por no ver no veo. Poéticas del ojo en la literatura hispánica del siglo XXI escrita por mujeres (mención ensayo artístico-literario,  España)
  - Nicolás Martínez Bejarano: La Muerte Blanqueada. Breve Atlas Mnemosyne sobre las formas de domesticar y ocultar la muerte en Colombia (1730-1937) (mención ensayo artístico-literario,  Colombia)

### 2025[12]
No hubo concurso de novela. 
- Edelmis Anoceto Vega: La mujer que odiaba los gatos (cuento,   Cuba)
- Esmeralda Torres: Cuerpo quebrado lumbre (poesía,  Venezuela)
  - Carlos Augusto Alfonso: El barón de los dolores (mención poesía,  Cuba)
  - Guillermo Rebollo Gil: Con el material existente (mención poesía,  Puerto Rico)
  - Leyla Leyva: Naturalezas perdidas (mención poesía,  Cuba)
- Cristina Burneo Salazar: Dime si son latinxs: escrituras de la diáspora ecuatorial in the U.S.A. (estudios sobre latinos en Estados Unidos,  Ecuador)
  - Rosario de Fátima A’Lmea Suárez: José Martí y las figuraciones de lo femenino (mención estudios sobre latinos en Estados Unidos,  Ecuador)
  - Jesús Antonio Rodríguez Aguirre: Quiero que me digas why: La décima espinela y las músicas tradicionales como estrategias de resistencia entre comunidades de newyoricans y mojados (mención estudios sobre latinos en Estados Unidos,  México)
  - Alejo López: Una morada para la cultura latina: la poesía de Tato Laviera (mención estudios sobre latinos en Estados Unidos,  Argentina)